# Brina

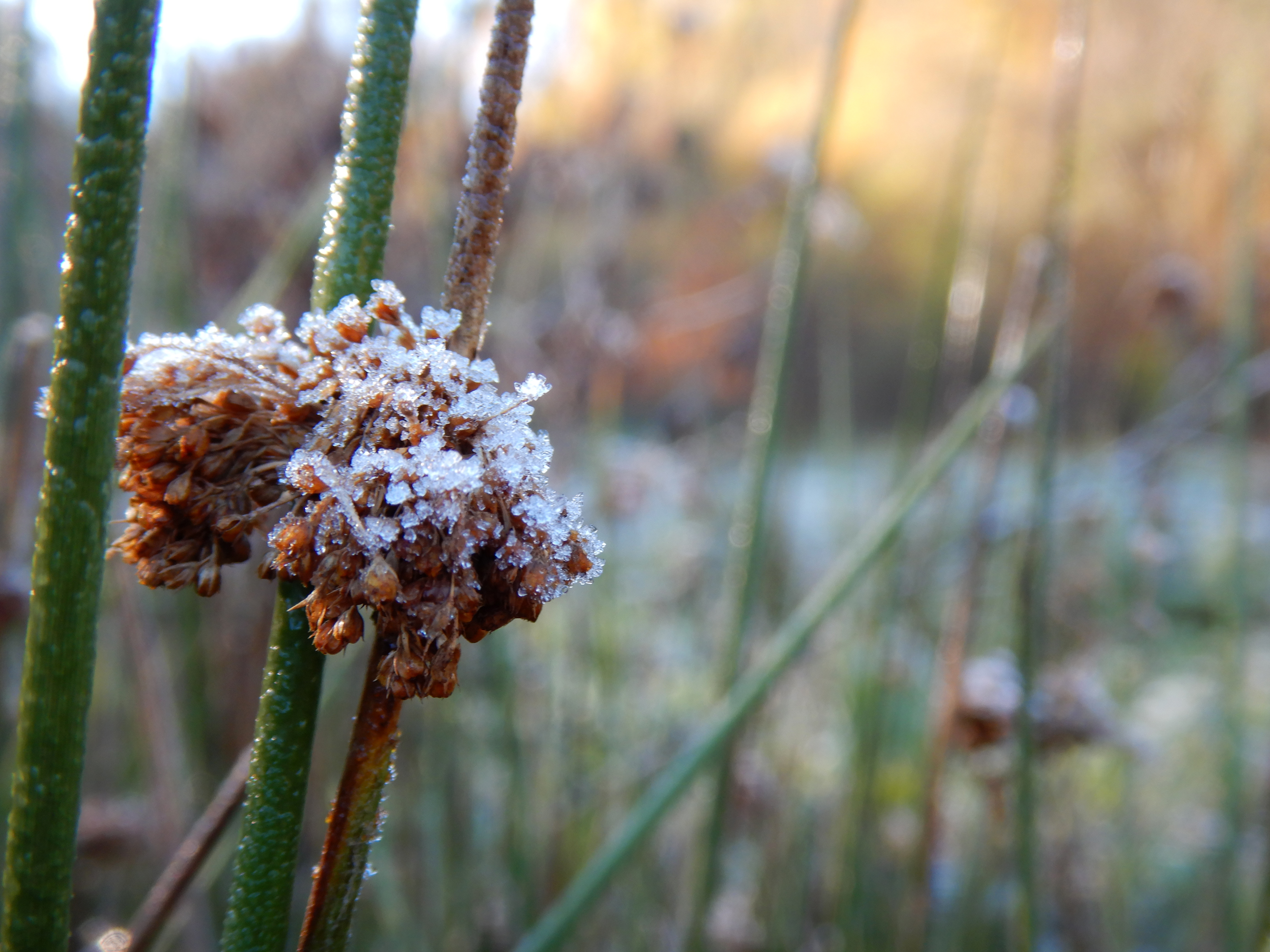
Brina su Juncus acutus (Parco della Mola di Oriolo)

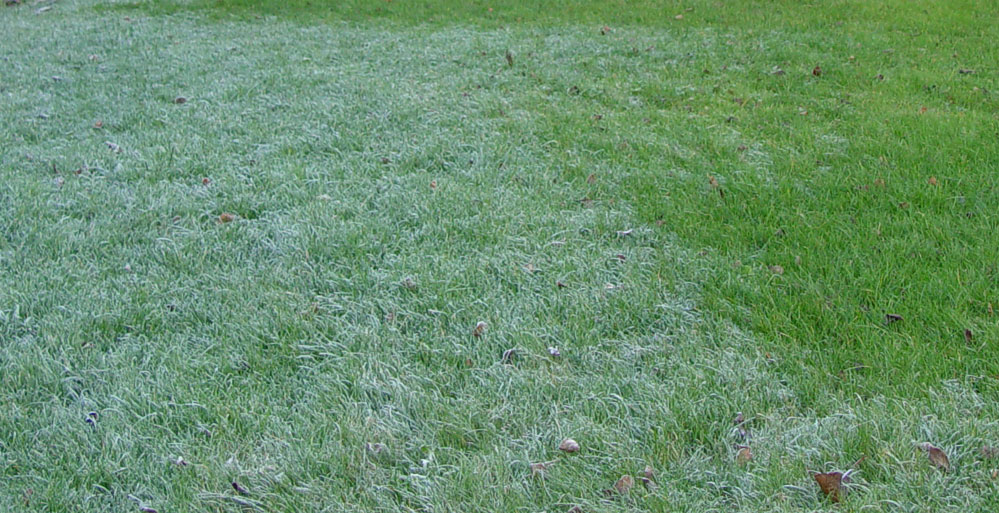
Brina da irraggiamento termico notturno su un prato

In meteorologia la brina è una forma di precipitazione atmosferica che consiste in un deposito, al suolo o su oggetti, di ghiaccio granuloso dall'aspetto cristallino a forma di scaglie o aghi che si forma per brinamento del vapore acqueo presente nell'atmosfera terrestre.

## Descrizione

### Formazione

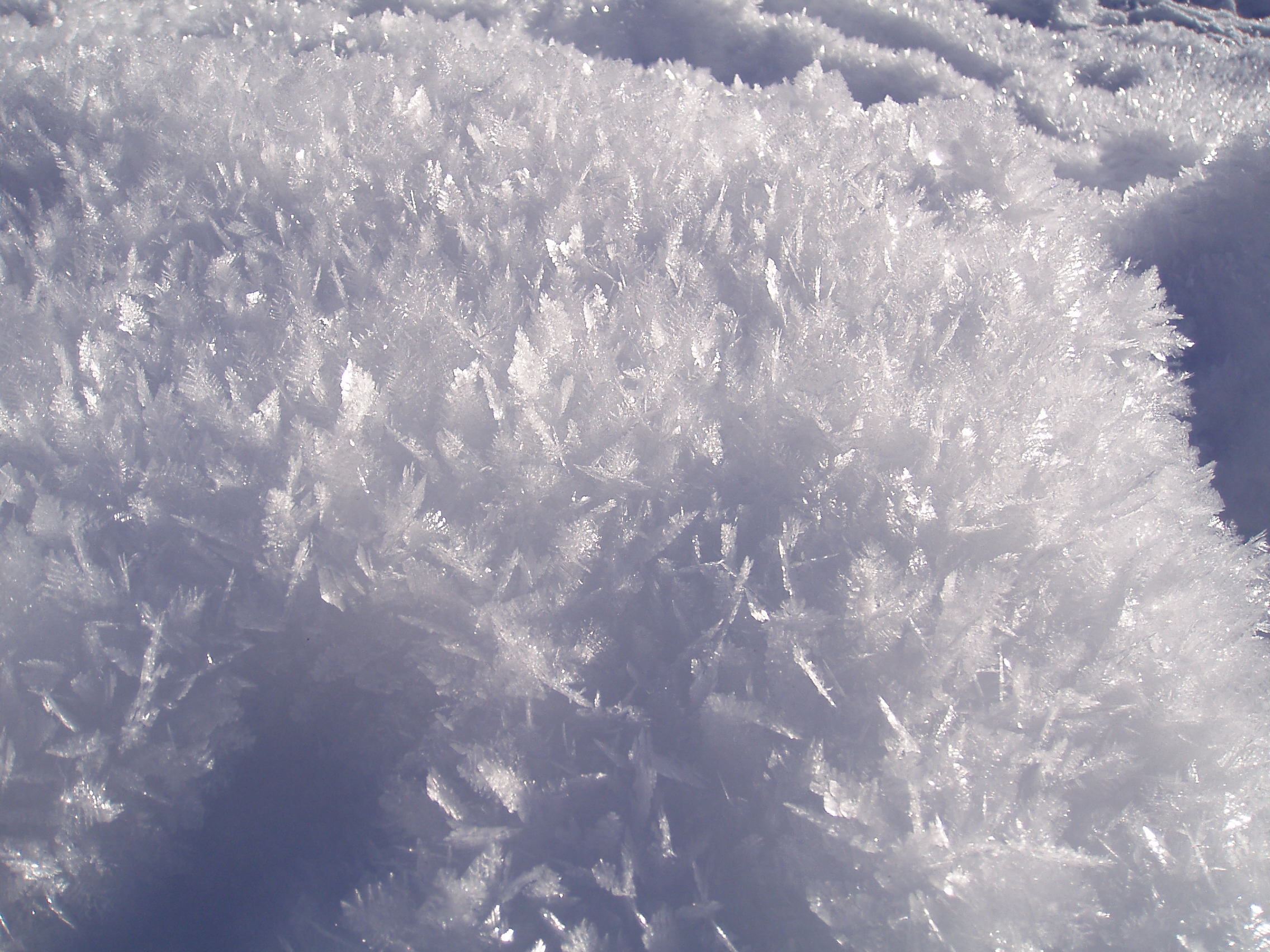
Fiori di neve

La brina da irraggiamento è la più comune in Italia e si forma soprattutto su superfici che tendono a disperdere calore: è frequente soprattutto durante le notti invernali con cielo sereno e calma di vento, condizioni che favoriscono la dispersione del calore. Si forma per il brinamento del vapore acqueo su una superficie fredda (suolo, oggetti, tetti): quindi occorre che il punto di rugiada sia maggiore della temperatura superficiale, ma inferiore a 0 °C.
Esiste un altro tipo di brina, chiamata brina da avvezione che non è molto frequente in Italia. Essa si forma con venti freddi (come il buran), causando la formazione di finissimi cristalli di brina anche sulle superfici rialzate in direzione opposta al vento come tronchi d'albero o pali della luce, in assenza di nebbia, ma con alti livelli di umidità dell'aria.
Entrambi i tipi di brina possono assomigliare alla galaverna, ma quest'ultima si forma attraverso il congelamento delle goccioline contenute in uno strato di nebbia, quando la temperatura è inferiore a 0 °C. Non si deve confondere la brina con la rugiada che, in un periodo successivo alla sua formazione, congela e forma delle strutture di ghiaccio a bollicine che si chiamano rugiada bianca.
La brina può formarsi anche sopra altra brina, ghiaccio o neve e viene chiamata brina di superficie. Questo accade non solo in natura ma anche nei frigoriferi e congelatori. Specialmente in montagna, la neve caduta da poco può gelare a causa dell'effetto albedo; se l'umidità dell'aria è sufficiente, si possono così formare strutture gelate simili a schegge, squame, pinne, penne o conchiglie, talvolta curve o arricciate, altre volte dritte e tese chiamate fiori di neve. Un fenomeno simile di cristallizzazione della neve si può osservare a latitudini polari, come in Islanda.
Le formazioni di brina assumono caratteristiche spettacolari quando c'è un'umidità relativa maggiore del 90% e una temperatura della superficie a contatto dell'aria molto inferiore a −8 °C. Le formazioni di brina crescono contro la direzione del vento, dal momento che l'aria sopravento è più umida di quella sottovento, ma il vento non deve essere forte per non danneggiare le delicate strutture di ghiaccio. Queste strutture sono formate da grandi cristalli solitamente a forma di aghi o spine. Sebbene non sia coinvolta la nebbia, l'Organizzazione Meteorologica Mondiale tende a considerarla nella categoria della galaverna (soft rime).

#### Fiori di ghiaccio

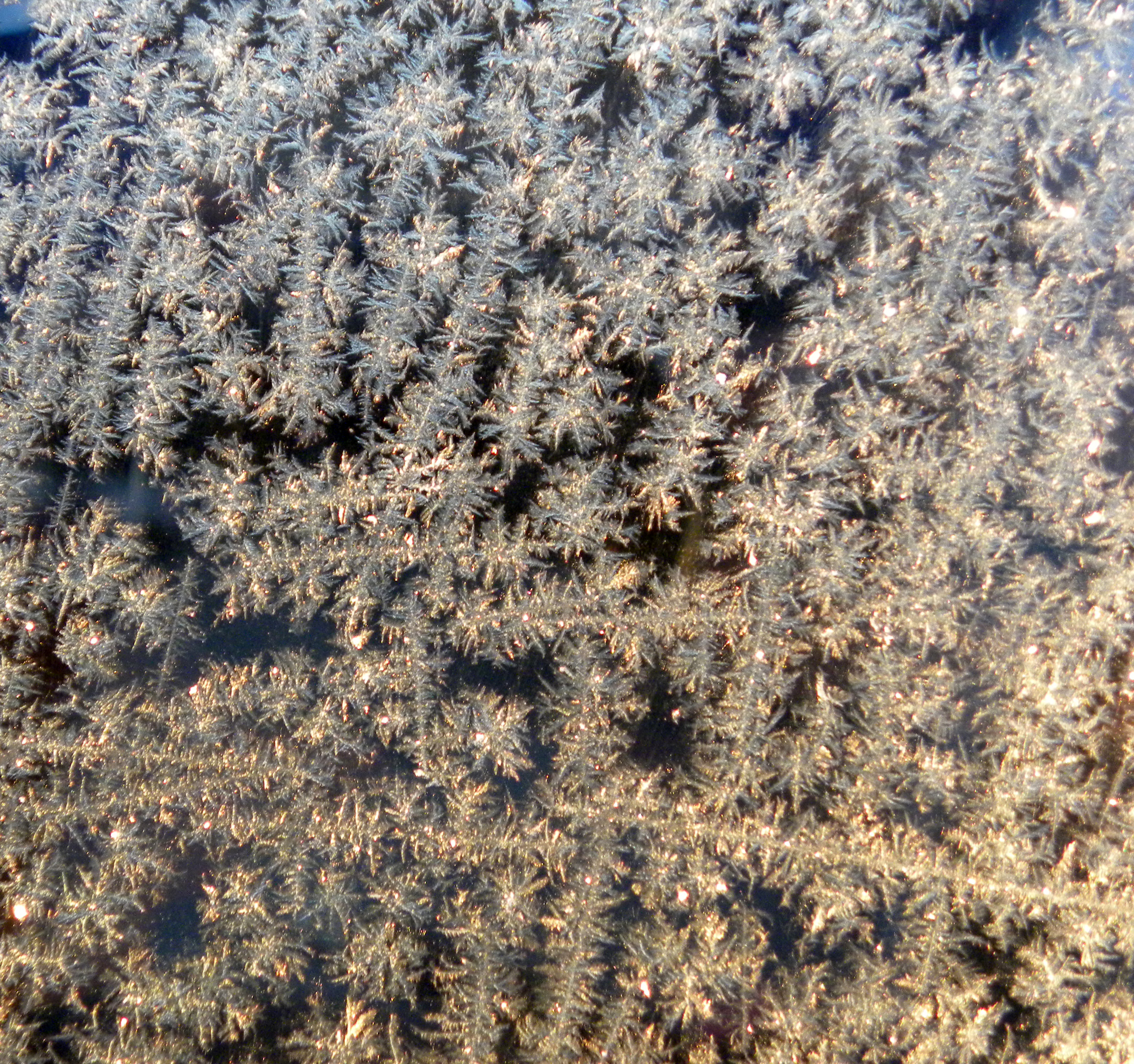
Fiori di ghiaccio su un vetro

Un tipo particolare di brina si ha quando il vapore acqueo brina direttamente sulla superficie interna di un vetro: questo accade quando l'umidità della stanza è piuttosto alta e le temperature esterne sono molto basse (spesso 0 °C); in presenza di vetri non ben isolati termicamente. Si tratta di un fenomeno analogo all'appannamento. Se l'umidità interna è molto alta e la temperatura esterna non eccessivamente bassa, il vapore acqueo condensa sul vetro formando successivamente uno strato di ghiaccio trasparente. Se, invece, l'umidità interna non è eccessiva e la temperatura esterna è molto bassa, si possono formare direttamente cristalli di ghiaccio. Le forme sono spesso suggestive (Chistoni parlò di "vegetazione minerale") e prendono il nome di fiori di ghiaccio.
Il termine fiori di ghiaccio o fiori di gelo si usa anche per le delicate strutture che si formano sul terreno quando è gelato e la temperatura dell'aria è molto bassa. La sublimazione del ghiaccio fa sì che si producano delle formazioni simili a grandissime rose. Col nome di colonne di ghiaccio, aghi di ghiaccio, piprake o Kammeis si indicano formazioni simili alle precedenti ma con la forma di torrette; si producono con una temperatura del suolo superiore a 0 °C e una temperatura dell'aria molto inferiore a 0 °C. L'acqua allo stato liquido del sottosuolo risale a causa della capillarità, formando strutture simili a spilli ghiacciati.

### Gelate
Sebbene gelata possa essere sinonimo di brina, e in particolare quando questa indica una superficie ghiacciata, specialmente il suolo, generalmente s'intende con questo termine un abbassamento più o meno repentino della temperatura fino a valori uguali o inferiori a 0 °C che provoca freddo molto intenso, con formazione di ghiaccio o brina e l'indurimento del terreno.
Le gelate notturne si verificano quando la temperatura diurna è di poco superiore a 0 °C: l'aria rarefatta e l'umidità bassa provocano un fortissimo irraggiamento che causa una perdita di calore notevole degli stati d'aria vicini al suolo.

## Brina e vegetazione

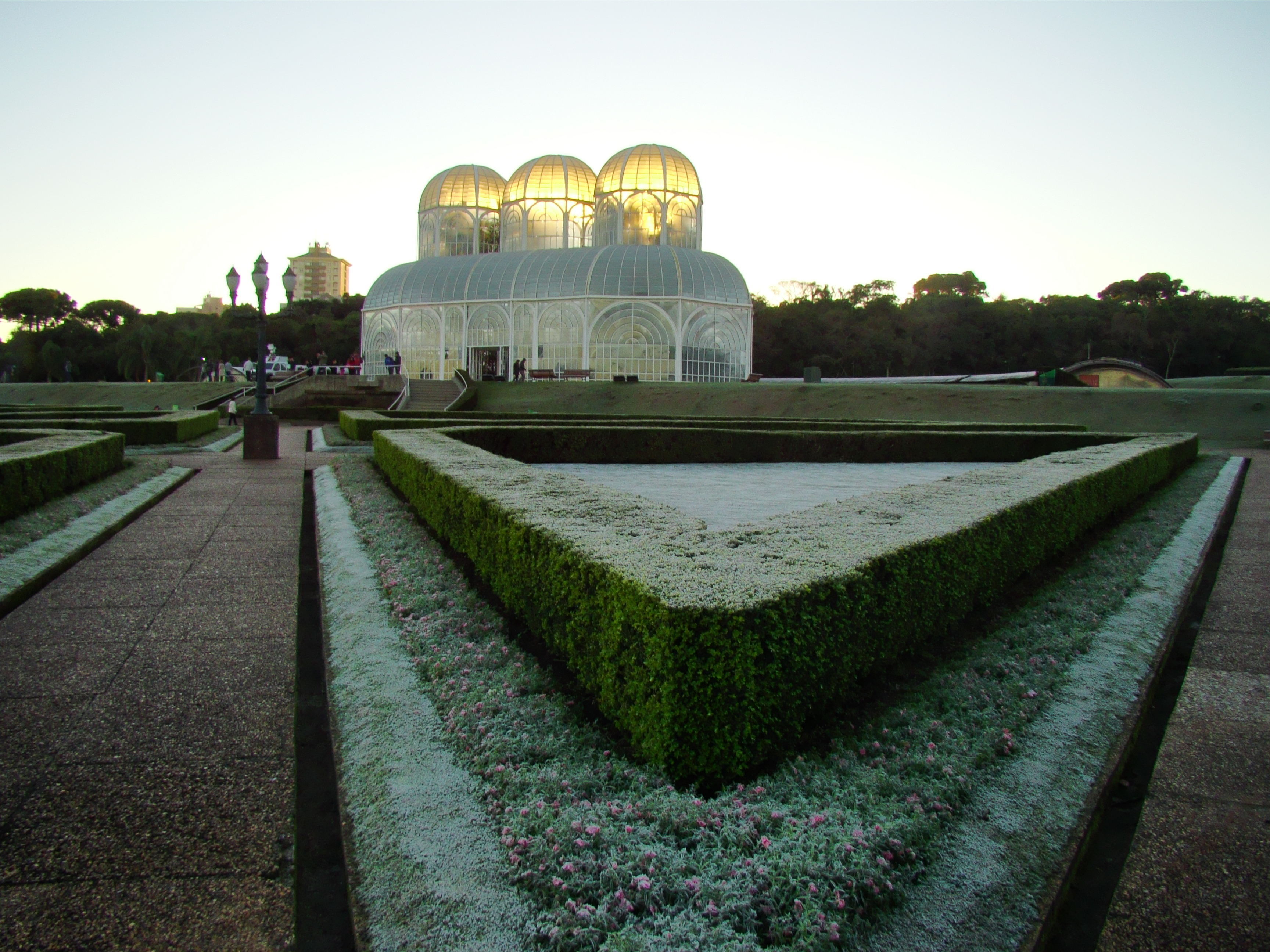
Curitiba (Sud del Brasile) è la più fredda delle capitali degli stati del Brasile; la serra del Orto Botanico di Curitiba protegge le piante sensibili.

La brina può essere dannosa per la vegetazione e per l'agricoltura, specialmente in primavera  e in inverno poiché può compromettere interi raccolti e congelare le piante. Tuttavia le brinate autunnali possono rendere innocue per i ruminanti alcune erbe che potrebbero essere altrimenti dannose; inoltre la formazione della rugiada e della brina comporta un innalzamento di temperatura sui corpi dove si depongono. Il danno maggiore avviene a carico dei germogli, a causa della rapida fusione ed evaporazione della brina stessa, che toglie calore a queste delicate strutture delle piante.